# سوسانا دوسامانتس
سوسانا دوسامانتس (اسپانیایی: Susana Dosamantes‎؛ ۹ ژانویهٔ ۱۹۴۸—۲ ژوئیهٔ ۲۰۲۲) هنرپیشه سینما و تلویزیون اهل مکزیک بود. وی با نام اصلی ماریا دل پرپتویو سوکورو گوادالوپه سوسانا دوسامانتس رول ریسترا (اسپانیایی: María del Perpetuo Socorro Guadalupe Susana Dosamantes Rul Riestra‎) در گوادالاخارا، خالیسکو به دنیا آمد. دوسامانتس از سال ۱۹۶۹ میلادی تا ۲۰۲۲ مشغول فعالیت بود. از فیلم‌ها یا برنامه‌های تلویزیونی که وی در آن نقش داشته‌است می‌توان به ریو لوبو (۱۹۷۰) اشاره کرد. دختر وی پائولینا روبیو خواننده سرشناس موسیقی پاپ است.